# Gurgamoya

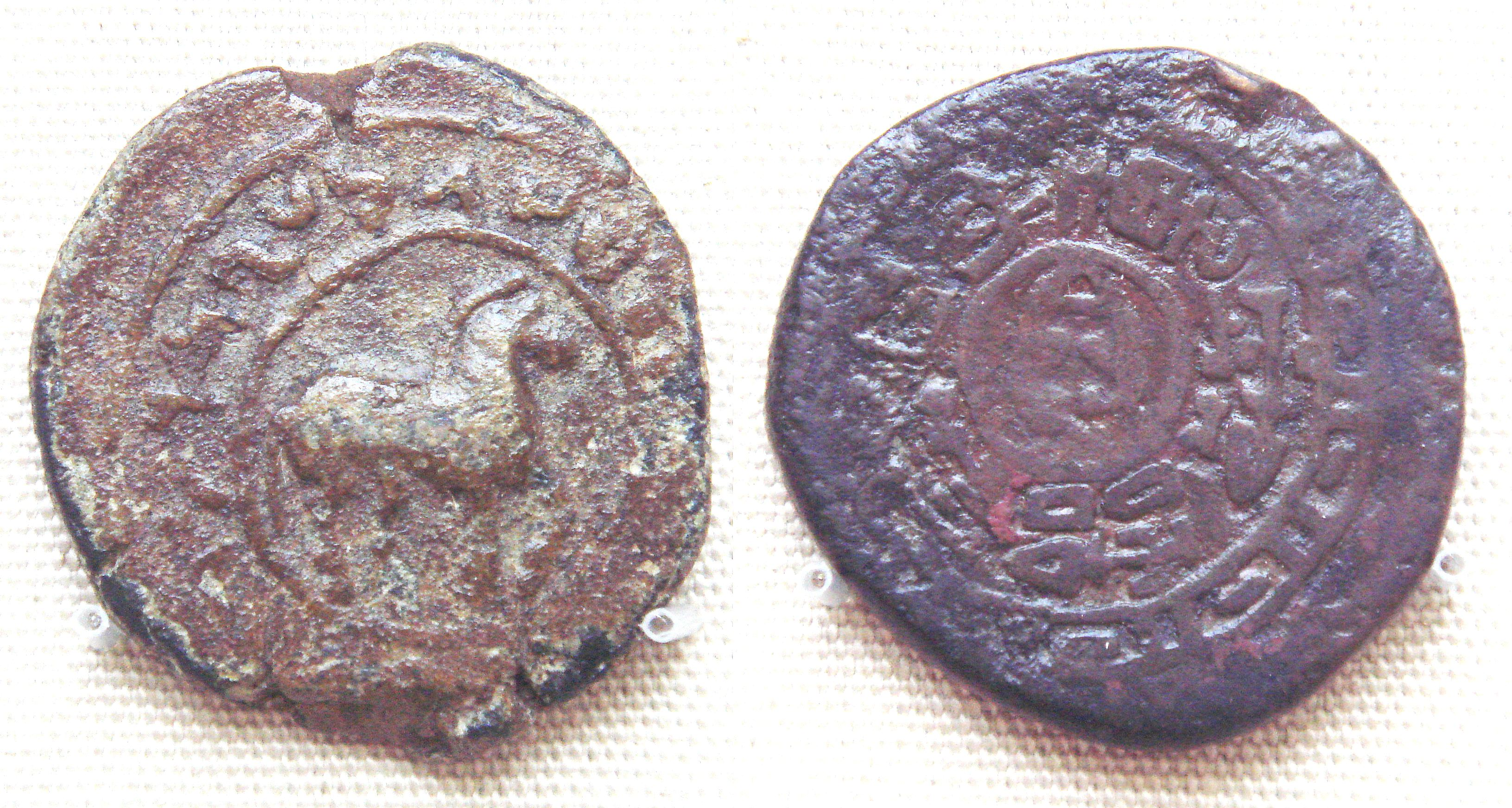
Moneda acuñado durante el reinado de Gurgamoya, en el

Gurgamoya fue rey del reino de Jotán en el siglo I. Se cree que reinó c. 30 - 60 d. C.
Lo conocemos a través de las inscripciones de sus monedas, escritas en los alfabetos karosti, de origen indio, y chino. El texto karosti enuncia el título del soberano, mientras que el chino especifica su peso.